# Marupakkam
Marupakkam (tamilisch: மறுபக்கம்) ist ein indischer Spielfilm von K. S. Sethumadhavan aus dem Jahr 1990. Er basiert auf dem Roman Ucci Veyil von Indira Parthasarathy, die auch die Dialoge des Films verfasste.

## Handlung
Der seit kurzem verheiratete Ambi reist mit seiner Frau Sweetie, einer tamilischen Christin aus Delhi, zu seiner Familie nach Kumbakonam. Als sie im Hause ankommen wirft Ambis Vater Vembu Iyer, der gerade eine hinduistische Zeremonie abhält, ein Gefäß mit geheiligtem Gangeswasser nach der Schwiegertochter.
Vier Jahre später fährt Ambi das nächste Mal in seine Heimatstadt, diesmal allein. Seine Frau lebt von ihm getrennt. Er möchte seinen inzwischen erkrankten Vater besuchen, der nur noch in seiner eigenen Welt aus Erinnerungen lebt und in erbärmlichem Zustand vor sich hin vegetiert. Der nimmt seinen Sohn kaum wahr. Ambis Mutter Janaki und deren Mutter leben ebenfalls in Haushalt und sind über den Besuch erfreut. Bei einem Spaziergang durch den Ort merkt Ambi schnell, dass seine Ehe Gesprächsstoff für Klatsch und Tratsch gegeben hat.
Die Erinnerungen von Vembu Iyer geben ein Einblick in seine traurige Innenwelt. Er war in erster Ehe glücklich mit der Sängerin und Tänzerin Avayam verheiratet und verliebt, doch seine verwitwete Mutter missbilligte das Singen und Tanzen als unziemlich. Vembu steht Avayam nicht bei, obgleich er von ihren Künsten begeistert ist. Als Grund gibt er an, dass er die Gefühle seiner Mutter achtet und sein Vater diese Künste so sehr liebte, dass er ein Verhältnis mit einer Tempeltänzerin hatte und auch bei ihr verstarb.
Sein Jugendfreund Murthy meint gegenüber Ambi, dass Vembus Zustand mit der Nachricht seiner Trennung von seiner Frau begann. Ambi ist erstaunt und erzählt die gesamte Geschichte des desaströsen Besuches vor vier Jahren. Vembu hatte ihn per Brief vor die Wahl zwischen seiner Frau und der Familie gestellt. Daraufhin reisten beide nach Südindien und die beleidigende Begegnung zwischen Seetie und Vembu fand statt, der sie als Nichthindu nicht in seinem Haus tolerieren wollte. Ambi und Sweetie lebten danach im Streit, trennten sich, aber blieben verheiratet.
Murthy kommt mit Ambi zu dessen Familienhaus. Dabei bemerken sie, dass Vembu in seinem Dämmerzustand immer wieder den Namen seiner ersten Frau Avayam ruft – er hatte den Moment der Scheidung geträumt. Murthy glaubt, dass Vembu wegen Avayam einen Schuldkomplex habe, der durch die Nachricht vom Ambis Trennung wieder hervorgerufen wurden und ihn in den Schockzustand versetzt hat. Ambi weiß, dass Avayam inzwischen als Tänzerin unter dem Namen Chitralekha arbeitet. Murthy schlägt eine Konfrontation Vembus mit Avayam und Sweetie vor. Ambi eröffnet seiner Mutter diese Idee, doch erntet nur ihre Wut. Murthy schilt ihn wegen des taktlosen Verhaltens, er solle lieber den Dingen ihren Lauf lassen.
Vembu wird todkrank. Der Hausarzt gibt ihm nur noch wenige Stunden und rät die Priester zu rufen. Doch auch nach Tage und vielen Besuchern am Totenbett lebt er noch. Da tritt Sweetie ins Haus und bezeugt ihm und Janaki ihren Respekt. Dann erscheint Avayam, die ebenfalls von Murthy herbeigeschafft wurde, und berührt des gerührten Vembus Hand. Mit einem Freeze Frame von Janakis Gesicht endet der Film.

## Auszeichnungen
Bei den National Film Awards 1991 wurde Marupakkam mit drei Preisen ausgezeichnet, als bester Film, Regisseur K. S. Sethumadhvan für das beste Drehbuch und Darstellerin Jayabharathy mit einem Spezialpreis der Jury.